# Mravenec rašelinný
Mravenec rašelinný (Formica picea) je druh mravence z rodu Formica, podrodu Serviformica. Mravenci rašelinní žijí na rašeliništích nebo mokřadních loukách. V Evropě jsou reliktem z doby ledové a některými vlastnostmi a způsobem hnízdění se proto značně odlišují od jiných druhů našich mravenců. 

## Popis
Dělnice mravence rašelinného jsou černé nebo černohnědé, výrazně lesklé. Na čelním štítku, předohrudi a zadečku mají dlouhé, odstávající chloupky. Ochlupení na hřbetní části prvního zadečkového článku je velmi řídké. Délka dělnic je 4 – 6,5 mm.
Samičky jsou černé, lesklé, ochlupením podobné dělnicím. Jejich délka je 8 – 9,5 mm.

Samečci jsou černí, lesklí a měří 7,5 – 8,5 mm.

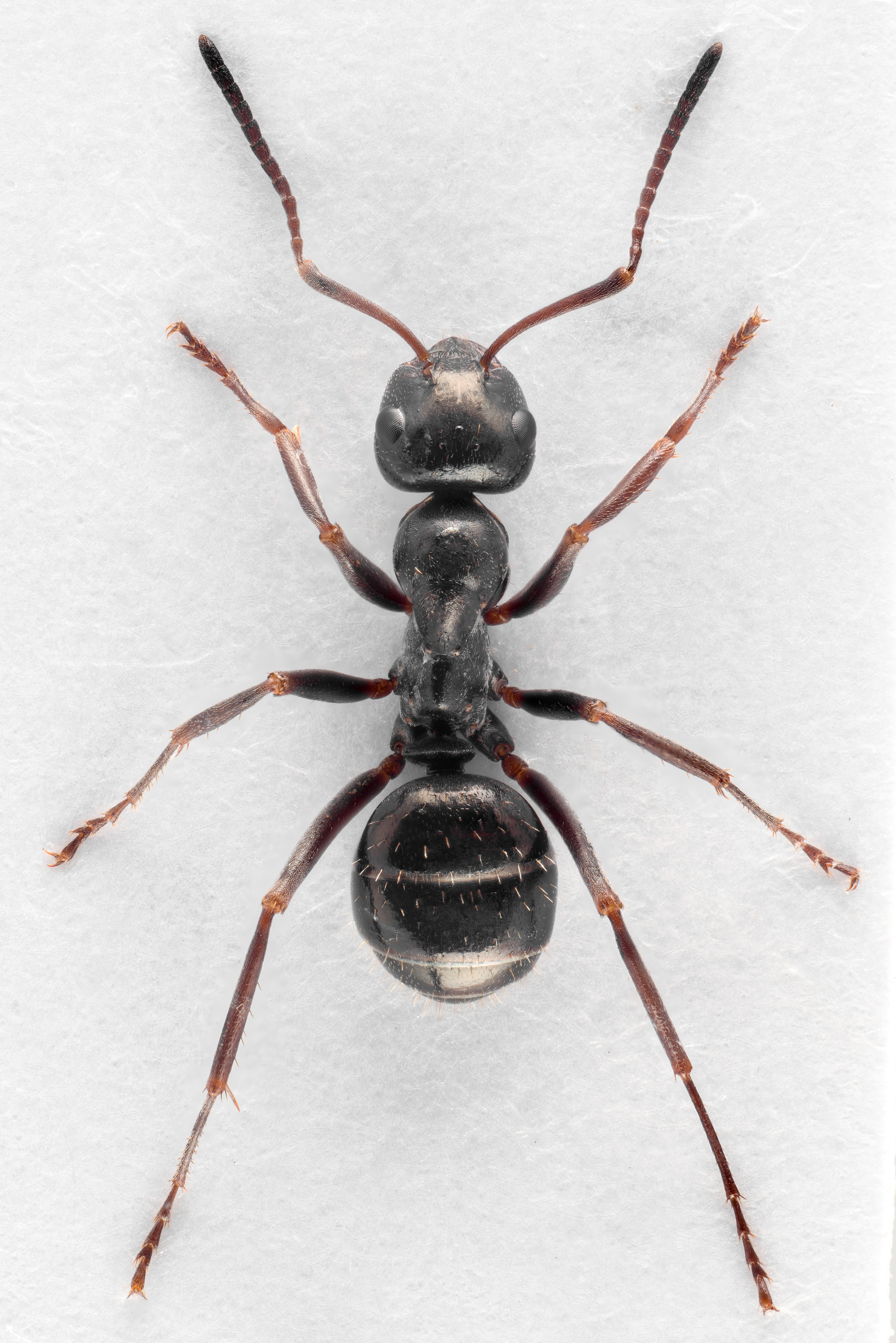
Mravenec rašelinný - dělnice
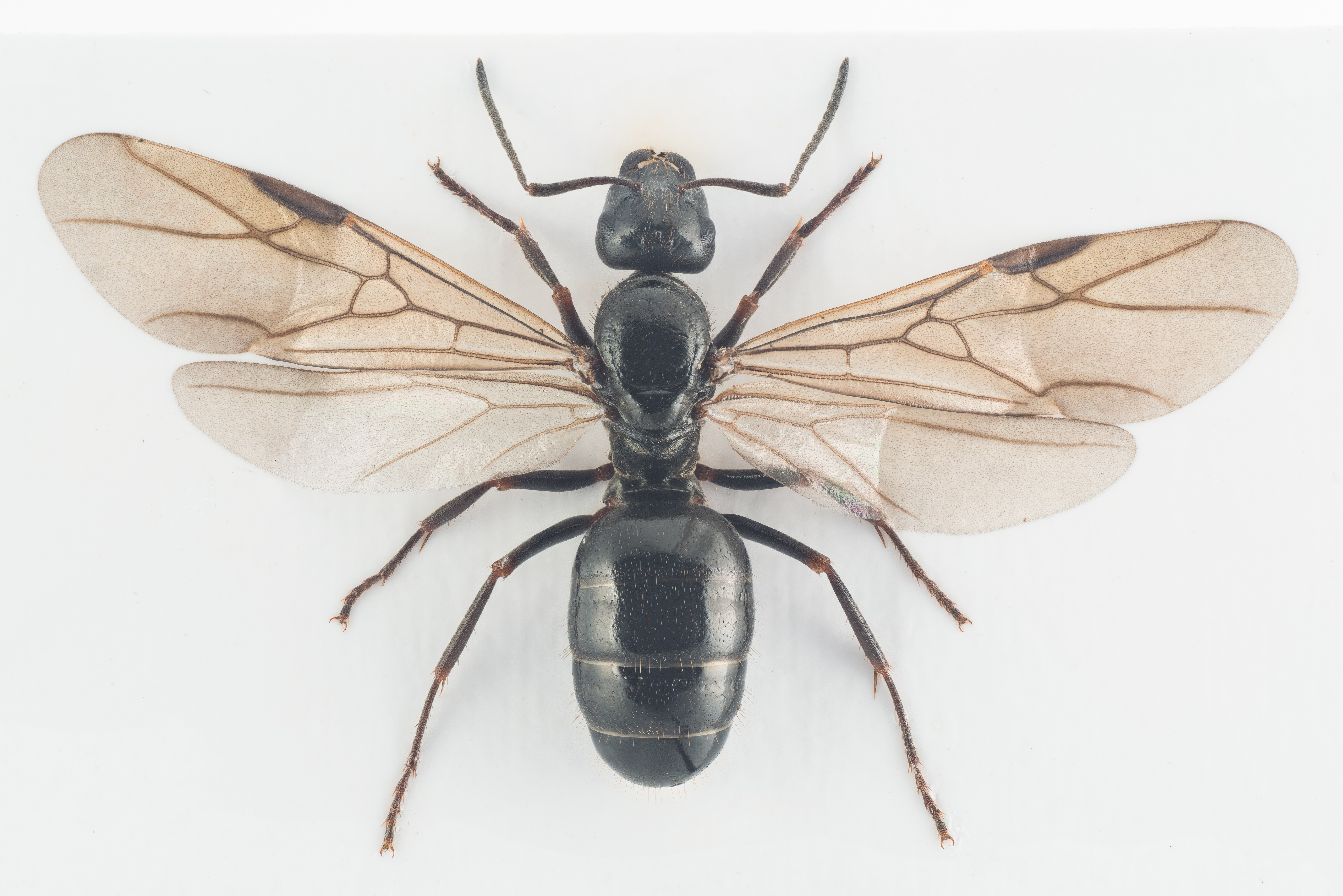
Mravenec rašelinný - samička
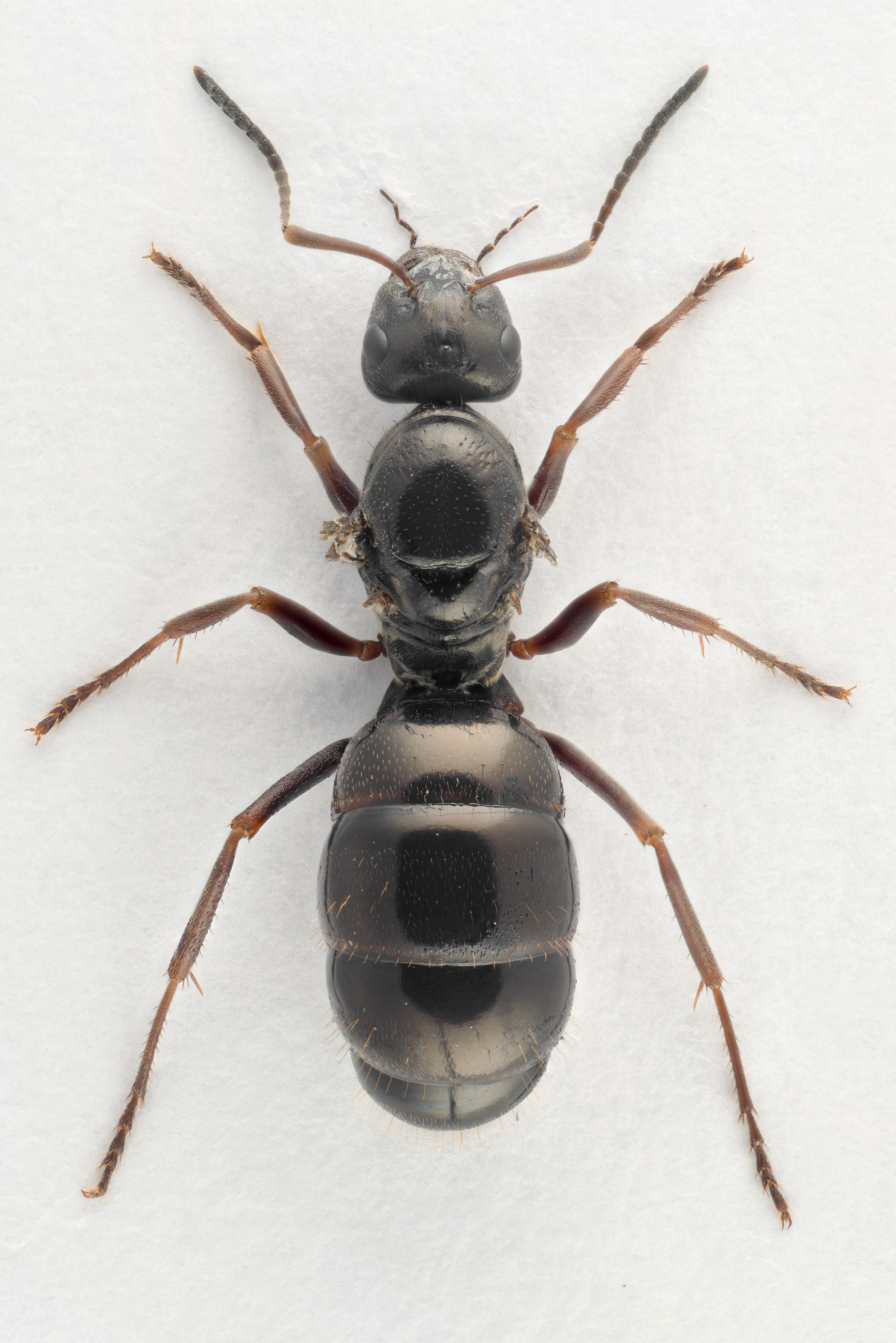
Mravenec rašelinný - samička po ztrátě křídel
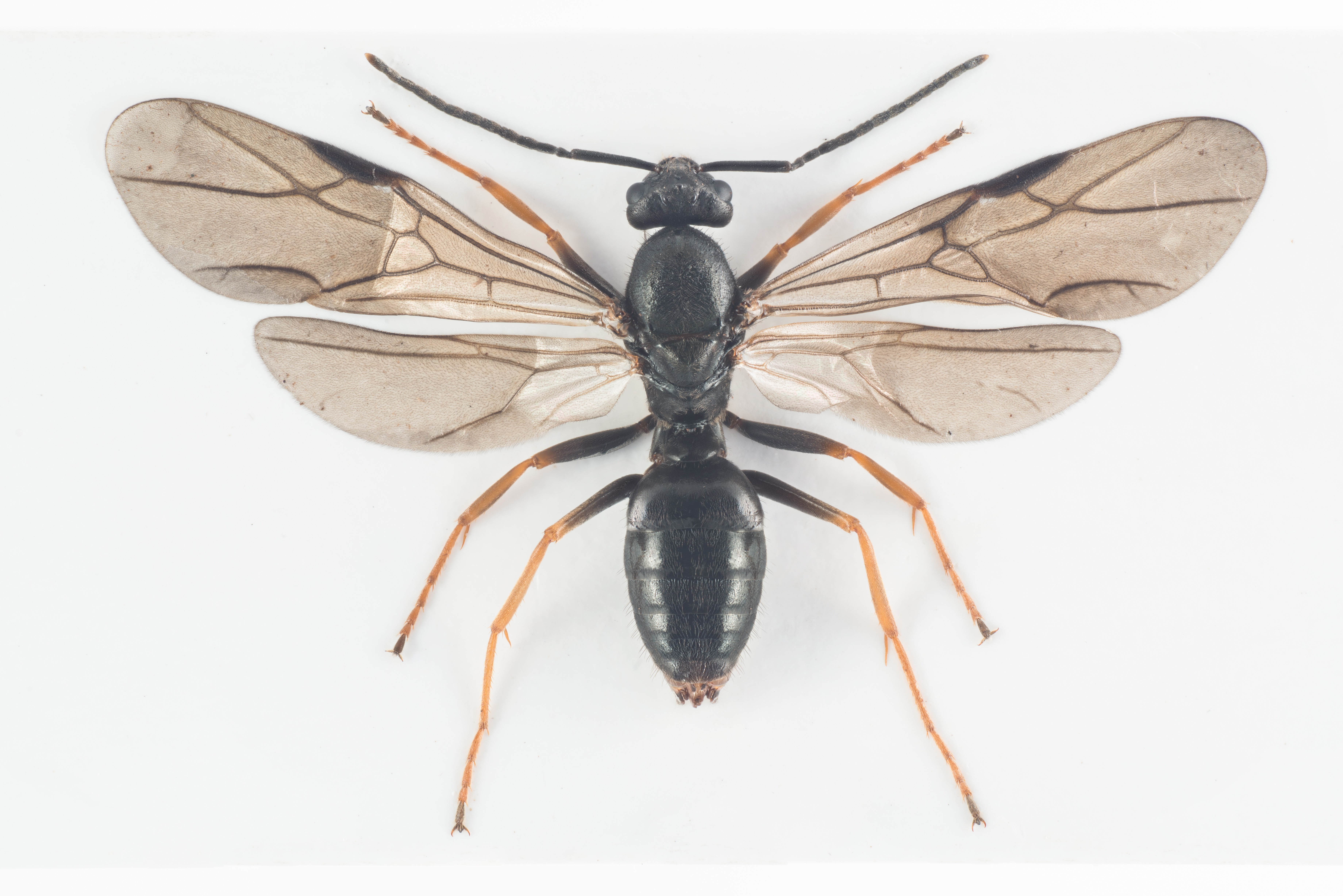
Mravenec rašelinný - samec

## Výskyt
Mravenec rašelinný se vyskytuje v Evropě, na Kavkazu a na západní Sibiři. Jeho rozšíření není souvislé a hlavně v Evropě je velmi ostrůvkovité. Tyto ostrovy jsou zřejmě zbytky původních rozsáhlejších oblastí výskytu.
V České republice byl výskyt mravence rašelinného díky intenzivnímu průzkumu zaznamenán na více než 100 izolovaných lokalitách, nacházejících se v Čechách a na Českomoravské vrchovině. Dále na východ nebyla přítomnost mravence rašelinného zjištěna. V řadě případů se ale jedná o velmi malé a málo životaschopné populace, žijící často na ostrůvkovitých biotopech ohrožených zánikem.

## Stanoviště
Původním přirozeným prostředím mravenců rašelinných je severská tajga a v Evropě jsou tito mravenci reliktem z doby ledové. Mravenci rašelinní jsou tudíž odolní vůči nízkým teplotám (jejich buňky a hemolymfa mrznou při -27 °C) a dobře snášejí vysoké zamokření prostředí i zaplavení terénu při jarním tání. Mravenci rašelinní obývají otevřená osluněná vlhká stanoviště, jako jsou rašeliniště, mokřady, vřesoviště nebo zamokřené louky. V Alpách žijí i na horských loukách. Mravenci rašelinní jsou závislí na přímém oslunění a nemohou proto žít na zcela zastíněných stanovištích, např. v lesích. Z tohoto důvodu jsou spolu s mravenci podrodu Coptoformica řazeny do skupiny nelesních druhů mravenců rodu Formica.

## Způsob života

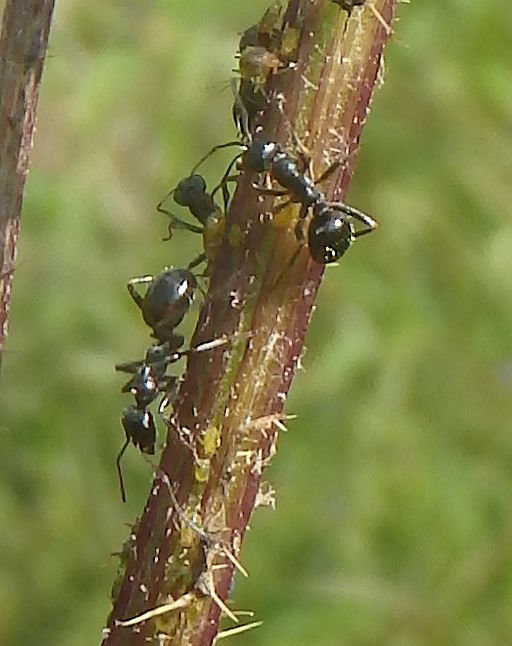
Dělnice mravence rašelinného se mšicemi

Mravenci rašelinní žijí, obdobně jako jiné druhy mravenců, v koloniích, ve kterých jsou tři kasty mravenců.
Dělnice jsou neplodné samičky a tvoří nejpočetnější skupinu. Jejich úkolem je zajištění chodu kolonie. Pečují o potomstvo, shánějí potravu, chrání mraveniště.
Samičky (královny) jsou po vylíhnutí okřídlené. Po spáření ztrácejí křídla a zakládají nové kolonie, příp. rozšiřují mateřskou kolonii. Jejich jedinou, ale zásadní rolí je kladení vajíček. Samičky jsou dlouhověké.
Samci jsou rovněž okřídlení, ale žijí jen krátce. Po spáření záhy hynou.
Kolonie jsou jak monogynní (s jednou královnou), tak polygynní (s více královnami). Kolonie jsou poměrně malé a žije v nich několik stovek dělnic.
Mravence rašelinné, obdobě jako jiné druhy otročících mravenců podrodu Serviformica, využívají jiné druhy mravenců při zakládání a rozvoji vlastních kolonií. Jedná se o tzv. dočasný sociální parazitizmus.

### Rojení
V průběhu července až září se líhnou okřídlení pohlavní jedinci (samičky a samci). Ti se pak vydávají na tzv. svatební let, během kterého dojde k páření. Oplodněná samička si odlomí nebo odkousne křídla a buď se vrátí do mateřského polygynního hnízda nebo se začne pokoušet o založení nové kolonie. Dolet samičky není dlouhý (okolo 2 km), takže mravenci rašelinní nedokážou obsadit vzdálenější vhodné lokality nebo propojit izolované populace.

### Zakládání kolonií
Z dosavadních poznatků vyplývá, že převažujícím způsobem zakládání nových kolonií je tvorba oddělků z polygynních hnízd, a to v poměrně malé vzdálenosti od mateřského hnízda. Vznikají tak shluky kolonií na poměrně malé ploše.

### Hnízda

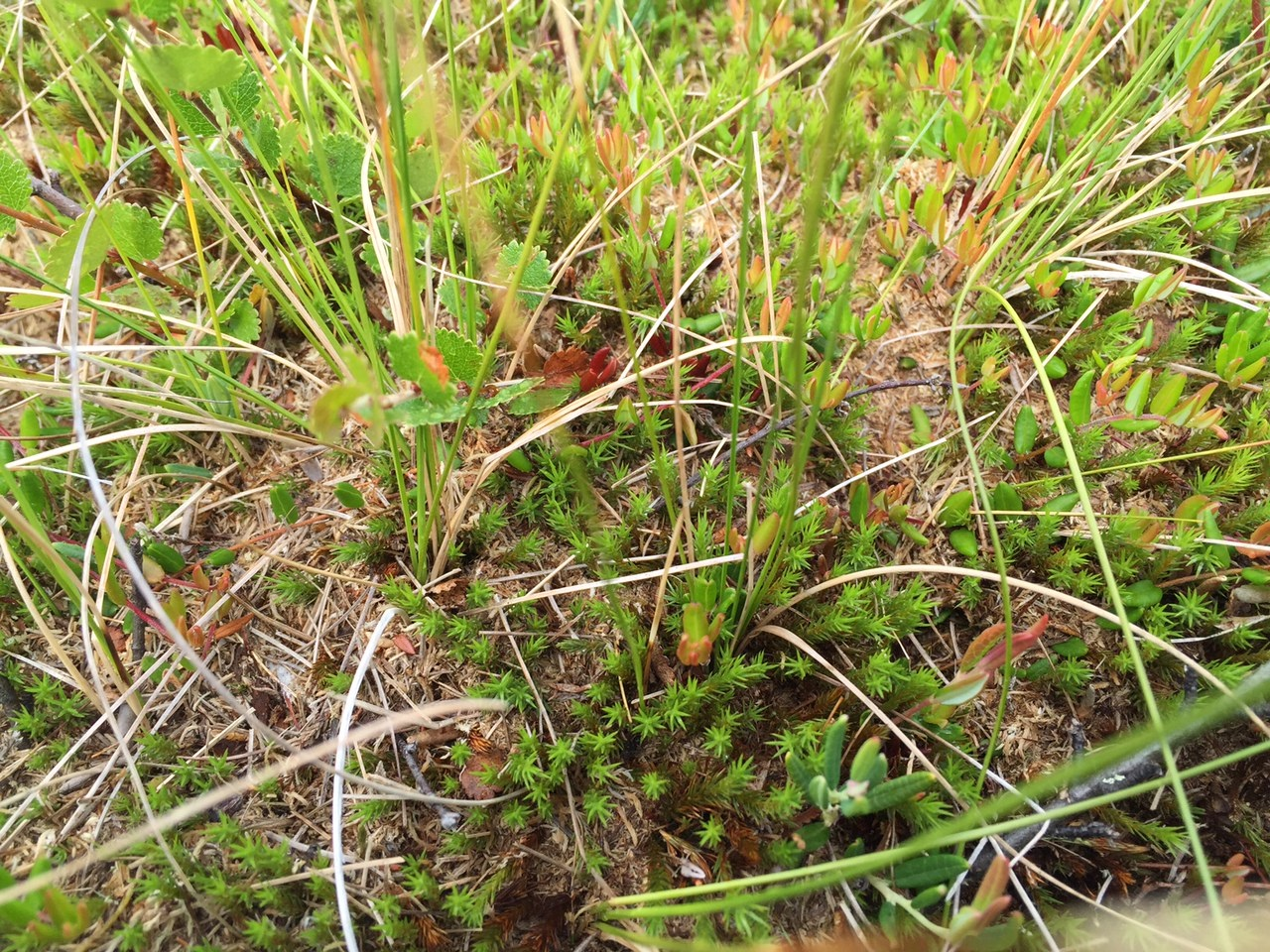
Mraveniště mravence rašelinného v mechu ploníku

Mravenci rašelinní nevytvářejí nadzemní kupy, ale hnízdí přímo v bultech rašeliníku nebo mechu, v trsech trav a ostřic, keříčcích borůvek apod. V nich si vytvářejí chodbičky a komůrky. V komůrkách v centru bultu, které jsou vyplněny kousky rostlin, přečkávají dospělci zimu. V létě někdy vytvářejí z hnízdního materiálu nadzemní kupky o maximální výšce 5 cm. V srpnu pak vybudují t.zv. solária, což jsou válcové kupky vybudované z kousků okolních rostlin, které mají průměr přibližně 20 cm a výšku do 30 cm. Tato solária slouží jako klimatizované odchovny plodu a během zimy vlivem povětrnostních podmínek zaniknou.

### Potrava
Mravenci rašelinní loví hmyz a jiné drobné živočichy. Dále konzumují hyfy hub a výměšky mšic (tzv. medovice). Mšice vyhledávají na kořenech rostlin a na bylinách.

## Ohrožení a ochrana
Mravenci rašelinní jsou ohroženy především fragmentací a poškozováním nebo zánikem biotopů, na kterých žijí. Přitom rašeliniště a mokřady patří k nejohroženějším biotopům, a to jak těžbou rašeliny, odvodňováním nebo vysycháním, tak i jejich samovolným zarůstáním keři a stromy. Hnízda na vlhkých loukách bývají poškozována pojezdem zemědělské techniky.
Problémem je i to, že mravenci rašelinní jsou ohroženi i v případech, kdy jejich biotop je součástí maloplošného chráněného území (přírodní rezervace, přírodní památky). V nich většinou nejsou předmětem ochrany a management zaměřený na jiné druhy živočichů nebo rostlin může mravencům rašelinným škodit. Příkladem je seřezávání bultů rašeliníku nebo kosení v letním období, při kterém dochází k ničení solárií s plodem. 
V České republice patří všichni mravenci rodu Formica podle Zákona 114/1992 Sb. v platném znění ke zvláště chráněným druhům živočichů v kategorii ohrožený druh. V Červeném seznamu bezobratlých ČR je mravenec rašelinný zařazen do kategorie zranitelný druh.
Ochrana spočívá zejména v zabránění likvidaci nebo poškozování biotopů, např. jejich územní ochranou. Dále je třeba bránit zarůstání biotopů, keři a stromy a vhodně upravit plány péče o maloplošná chráněná území s výskytem mravenců rašelinných. Vhodným způsobem obhospodařování je pastva ovcí a koz.
Nadějí pro mravence rašelinné, ale i jiné organizmy vázané na mokřadní prostředí, je postupně prováděná revitalizace rašelinišť a obnova nebo budování nových mokřadů a tůní, ať už z důvodu podpory biologické diverzity nebo zadržování vody v krajině.